# Riego por goteo

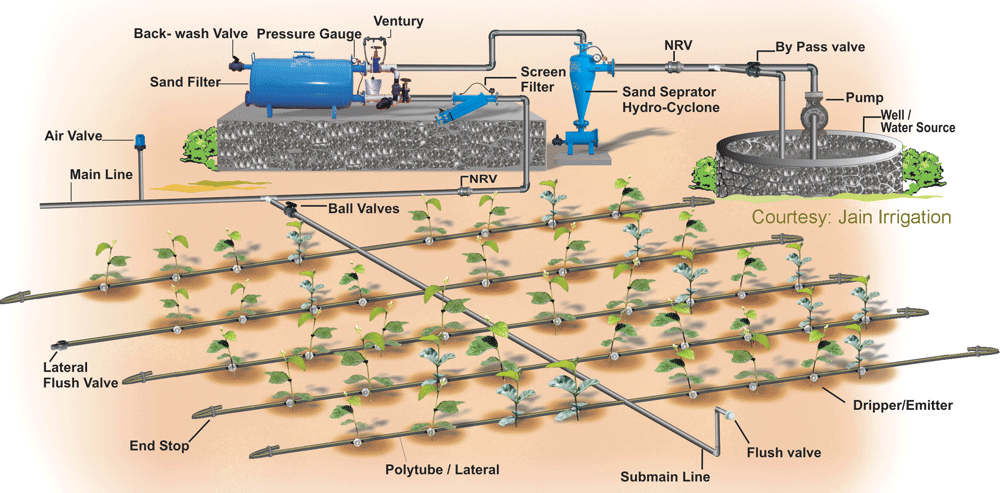
Sistema de riego por goteo.

El riego por goteo, igualmente conocido bajo el nombre de «riego gota a gota», es un método de regadío utilizado en las zonas áridas pues permite la utilización óptima de agua y abonos.
El agua aplicada por este método de riego se infiltra hacia las raíces de las plantas irrigando directamente la zona de influencia de las raíces a través de un sistema de tuberías y emisores (goteros), que incrementan la productividad y el rendimiento por unidad de superficie.
Esta técnica es la innovación más importante en agricultura desde la invención de los aspersores en los años 1930.
El riego por goteo consiste en regar las plantas por medio de gotas de agua las cuales son filtradas por una manguera, tubo,etc.

## Características

### Ventajas

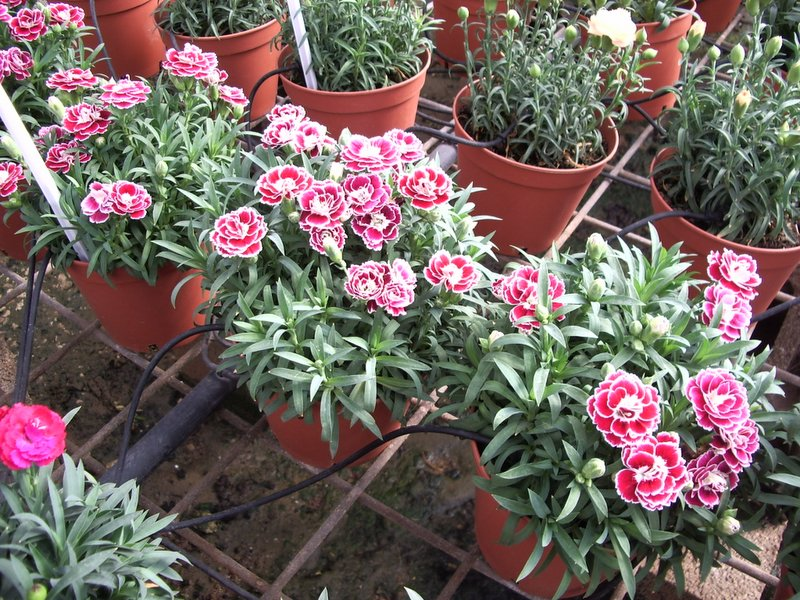
Sistema de riego por goteo en un invernadero en Israel

- Utilización de pequeños caudales a baja presión, optimizando el uso del agua de riego.
- Aumento del rendimiento por el trabajo y los recursos empleados así como de la productividad por hectárea
- Localización del agua en la proximidad de las plantas a través de un número variable de puntos de emisión (emisores o goteros).
- Al reducir el volumen de suelo mojado, y por tanto su capacidad de almacenamiento, se debe operar con una alta frecuencia de aplicación, a caudales pequeños. Cuando el agua está a mayor presión subirá mejor hacia lugares de mayor altura. En un sistema moderno de riego por goteo se controla la presión con una pequeña bomba eléctrica en cada parcela.Y recientemente se han desarrollado aplicaciones de telefonía móvil o de Internet que permiten el control remoto del funcionamiento del sistema de riego por goteo para cada parcela individualmente, optimizando así el uso del sistema de riego de acuerdo a las necesidades del mismo.

### Desventajas
- Incrementa la calcificación de los suelos: las aguas corrientes y hasta las lluvias en las zonas áridas con predominio de las rocas calcáreas o margosas dejan una película blanca de cal sobre los suelos que los impermeabilizan y causan el agrietamiento que seca la capa superficial del suelo hasta una profundidad de unos 10 cm o más. Este problema es tan grave que se hace muy importante el empleo de un sistema mixto (con riego por inundación en las parcelas que se intercale entre el riego por goteo cada cierto tiempo) o el desarrollar un trabajo de sazón un par de días después de una lluvia intensa, roturando superficialmente los suelos para impedir que la película de carbonato cálcico se quede en la superficie.
- Disminuye la calidad del agua en el sistema de riego por goteo. Este empobrecimiento de la calidad del agua se debe a la transformación del carbonato cálcico de las rocas y del suelo, que no es soluble en el agua, en bicarbonato cálcico que sí lo es. Pero esta transformación es fácilmente reversible ya que al secarse o infiltrarse el agua bicarbonatada se pierde una molécula de agua y se revierte de nuevo a carbonato cálcico. Y la disminución de la calidad del agua coincide con el verano en el agua de los embalses debido a la escasez de lluvias y a la evaporación, lo que obliga a la concentración del bicarbonato cálcico que, obviamente, no se evapora.
- Disminuye la calidad del agua potable, por la misma razón que la anterior: también en los embalses de agua para usos urbanos, aumenta la concentración de sales (no sólo del bicarbonato cálcico) disminuyendo progresivamente la potabilidad del agua, que requerirá un tratamiento adicional para mejorar su empleo.
- En el riego por goteo o en la agricultura de secano, son mayores los riesgos de tormentas intensas (tormentas secas, granizadas) en el otoño y de heladas en el invierno. El conocimiento de este hecho se sabe desde hace bastante tiempo, pero no se han evaluado dichos riesgos. Como regla general, se puede decir que tanto los riesgos de tormentas y granizadas en el otoño como de heladas en el invierno son mayores en las áreas secas que en las zonas con agua superficial (zonas con el sistema de riego por inundación, por ejemplo, cauces de los ríos más caudalosos, lagos, etc.). Ello se debe al fenómeno de la diatermancia y a su consecuencia inmediata que es la subsidencia, el fenómeno opuesto a la convección, a la cual limita y hasta llega a anular en muchos casos. Y en un estudio de la FAO (Organización de las Naciones Unidas para la Agricultura y la Alimentación) se recomienda el método de la inundación para evitar las heladas en el cultivo de frutales como los naranjos ubicados en el límite norte de su zona ecológica (FAO[1])

## Historia
El riego por goteo ha sido utilizado desde tiempos antiguos. Fan Shengzhi shu, escrito en China durante el siglo I a. C., describe el uso de vasijas de arcilla confinadas y/o enterradas cerca de los cultivos, con la finalidad de capturar el agua de lluvia y permitir que esta agua llegase a la planta de una manera más pausada, constante y regular, por un período de tiempo más prolongado.
En el siglo XV, los incas desarrollaron un sistema similar al Chino, que complementaba el sistema de riego por terrazas. El uso de vasijas de contención y acequias con hendiduras para la filtración constituyen un antecedente del riego por goteo. 
El tránsito desde la versión antigua del sistema de goteo hacia una versión moderna tuvo sus primeros indicios en Alemania, en 1860, cuando a la vasija de arcilla se le adhirieron los primeros prototipos de tuberías de dispensación, con grados variables de éxito.
La versión moderna del sistema de goteo vino por cuenta de la invención de los plásticos refinados después de la Segunda Guerra Mundial, aprovechados por el australiano Hannis Thill, quien inventó y patentó los microtubos de plástico y los primeros tipos de goteros, que fueron empleados en Australia, Estados Unidos y Europa.
Debido a la escasez de agua en Israel, Simcha Blass y su hijo Yeshayahu mejoraron el sistema de emisores del sistema de goteo. En lugar de liberar el agua por agujeros minúsculos, que fácilmente se podían obstruir por acumulación de partículas minúsculas, el agua se libera por tuberías más grandes y más largas empleando el frotamiento para ralentizar la velocidad del agua en el interior de un emisor de plástico. El primer sistema experimental de este tipo fue establecido en 1965 cuando la familia de Blass en el kibutz Hatzerim creó una compañía de riegos llamada Netafim. A continuación, desarrollaron y patentaron el primer emisor exterior de riego por gota a gota. En 1976, Gershon Eckstein (empresa DIS) inventa la máquina extrusora de goteros, eliminando la necesidad de insertar los goteros en el campo. Posteriormente, los enrolladores automáticos permitieron acelerar la velocidad de fabricación por encima de los 65 m/min.
En la década de 1990, el desarrollo del gotero antidrenante y antisucción permite el desarrollo del riego subterráneo. 
En la evolución del riego por goteo se espera el desarrollo de la fertirrigación paralela al riego por goteo (existe una amplia gama de fertilizantes que encuentra en este sistema la vía más eficiente para su aplicación). 
El Instituto Nacional de Tecnología Agropecuaria de Argentina (INTA), advierte que es importante realizar un balance hídrico para conocer la cantidad de agua que tiene disponible un cultivo en el suelo en función de los milímetros específicos que necesita cada cultivo. El mismo instituto pone de manifiesto que la agricultura consume el 70% del agua dulce y eso hace que el desafío para los productores sea utilizar de manera eficiente el recurso.

## Evolución
Actualmente se han añadido varias mejoras para evitar los problemas que podría tener este sistema:
- Goteros autocompensantes: dan un caudal más o menos fijo dentro de unos márgenes de presión. Es útil para que los goteros del final del tubo no den menos agua que los del principio debido a la caída de presión debida al rozamiento. También son útiles cuando el tubo va en cuesta. Los goteros más bajos soportaran más presión y si no son adecuados pueden perder demasiada agua.
- Goteros y filtros autolimpiables: este sistema de riego es muy sensible a las partículas sólidas y se suelen instalar filtros muy eficaces y con sistemas de autolimpiado periódico. Los propios goteros también pueden tener un sistema para eliminar pequeñas partículas que puedan atascarlos.
- Goteros regulables: se puede regular el caudal con un mando mecánico.

## Componentes
La mayor parte de los grandes sistemas de riego por goteo utilizan un cierto tipo de filtro de agua para impedir la obstrucción de los pequeños tubos surtidores. Ciertos sistemas utilizados en zonas residenciales se instalan sin filtros adicionales ya que el agua potable ya está filtrada. Prácticamente todos los fabricantes de equipos de riego por goteo recomiendan que se utilicen los filtros y generalmente no dan garantías a menos que esto sea hecho.
El riego por goteo se emplea casi exclusivamente utilizando agua potable pues las reglamentaciones desaconsejan generalmente pulverizar agua no potable. En riego por goteo, la utilización de abonos tradicionales en superficie es casi ineficaz, así los sistemas de goteo mezclan a menudo el abono líquido o pesticidas en el agua de riego. Otros productos químicos tales como el cloro o el ácido sulfúrico son igualmente utilizados para limpiar periódicamente el sistema.
Si está correctamente montado, instalado, y controlado, el riego por goteo puede ayudar a realizar importantes economías de agua por la reducción de la evaporación. Por otro lado, el riego gota a gota puede eliminar muchas enfermedades que nacen del contacto del agua con las hojas. En conclusión, en las regiones donde los aprovisionamientos de agua están muy limitados, se puede obtener un notable aumento de producción utilizando la misma o menor cantidad de agua que antes.
Riego por goteo desplazable: consiste en un bobinador de tubería de polietileno movido por un motor de 50w con reductores que permite bobinar 6m de tubería cada hora. En el extremo de la tubería se sitúa un triciclo con brazos transversales que distribuyen el agua hasta el suelo a través de pequeñas mangueras según el marco de plantación. Este sistema no moja las hojas, evitando proliferación de hongos, no moja toda la superficie de tierra, ahorrando agua, le bastan bajas presiones ahorrando energía y es utilizable con flujos pequeños de agua.
En las regiones muy áridas o sobre suelos arenosos, la mejor técnica consiste en regar tan lentamente como sea posible (menos de 1 litro por hora); esto se denomina riego por capilaridad, y consigue un efecto de hidroponia en suelo natural, ahorrando importantes costes.
El riego por goteo se utiliza intensivamente en el cultivo de la nuez de coco, la viña, la banana, las fresas, la caña de azúcar, el algodón o los tomates.
Es destacable su uso en las explotaciones agrícolas, de agricultura intensiva, de Almería y Murcia, donde, ante la escasez, los agricultores procuran un gasto mínimo de agua.
El sistema más eficiente de riego se ha creado en Israel y consiste en un sistema de riego por capilaridad y sensores de oxígeno que consiguen ahorrar un 40 % de agua más que en cultivos convencionales.
Los kits de gota a gota para el jardín son cada vez más populares para los propietarios de casas. Se componen de un temporizador, una tubería y varios goteros.
También se necesita un manoreductor para que la presión no sea excesiva en el sistema. Pueden llegar a salir disparados los goteros si no se regulan adecuadamente.

## Mecanismos caseros de riego por goteo
Crear un mecanismo casero es relativamente sencillo. Un método básico consiste en una botella plástica llena de agua, conectada a un sistema de perfusión de suero intravenoso. La botella se dispone en posición vertical, se abre un agujero en la tapa y se conecta el sistema de perfusión a través de él. La cámara del goteo se ajusta de acuerdo a la frecuencia de goteo que se requiera, y se entierra la boca de la manguera a 2 cm de profundidad, cerca al tallo de la planta.
Una variante más simple (pero de mayor frecuencia de goteo) de este mecanismo es abrir un agujero en la tapa de la botella con un alfiler, cortar un pequeño trozo circular de tela gruesa, e introducirlo al interior de la tapa; llenar la botella de agua, cerrarla y enterrarla en posición vertical o inclinada cerca del tallo de la planta.
Para la limpieza de la cal de los goteros desmontables (que pueden ocasionar atascos, al acumularse), se suelen sumergir en ácido (vinagre o ácido cítrico de limón o naranja).

## Duración y frecuencia
Para estimar la duración de cada riego, así como la frecuencia de los mismos, tendremos que tener en cuenta los siguientes valores:
- Caudal de los emisores.
- Distancia entre emisores.
- Distancia entre líneas emisoras.
- Evapotranspiración del cultivo[4]
- Textura del suelo. Para evitar pérdidas por percolación profunda,[5] y determinar los límites de humedad del suelo, tales como el punto de marchitez permanente.

## Ventajas
El riego por goteo es un medio eficaz y pertinente de aportar agua a la planta, ya sea en cultivos en línea (mayoría de los cultivos hortícolas o bajo invernadero, viñedos) o en plantas (árboles) aisladas (vergeles). Este sistema de riego presenta diversas ventajas desde los puntos de vista agronómicos, técnicos y económicos, derivados de un uso más eficiente del agua y de la mano de obra. Además, permite utilizar caudales pequeños de agua.
- Una importante reducción de la evaporación del suelo, lo que trae una reducción significativa de las necesidades de agua al hacer un uso más eficiente gracias a la localización de las pequeñas salidas de agua, donde las plantas más las necesitan. No se puede hablar de una reducción en lo que se refiere a la transpiración del cultivo, ya que la cantidad de agua transpirada (eficiencia de transpiración) es una característica fisiológica de la especie.
- La posibilidad de automatizar completamente el sistema de riego, con los consiguientes ahorros en mano de obra. El control de las dosis de aplicación es más fácil y completo.
- Se pueden utilizar aguas más salinas que en riego convencional, debido al mantenimiento de una humedad relativamente alta en la zona radical (bulbo húmedo).
- Una adaptación más fácil en terrenos rocosos o con fuertes pendientes. En este sentido representa una ampliación del área que ya estaba bajo riego, de manera fácil y rápida y con un consumo menor de agua.
- Reduce la proliferación de malas hierbas en las zonas no regadas
- Permite el aporte controlado de nutrientes con el agua de riego sin pérdidas por lixiviación con posibilidad de modificarlos en cualquier momento del cultivo. (fertiriego)
- Permite el uso de aguas residuales ya que evita que se dispersen gotas con posibles patógenos en el aire.

## Inconvenientes
Sus principales inconvenientes son:
- En las áreas que ya eran de riego por inundación, el costo elevado de sustitución de la infraestructura de riego por una de riego por goteo: acequias, tuberías, sifones, pozos, motores, etc., que han quedado obsoletos o inutilizados.
- El coste elevado de la instalación. Se necesita una inversión elevada debida a la cantidad importante de emisores, tuberías, equipamientos especiales en el cabezal de riego[6] y la casi necesidad de un sistema de control automatizado (electro-válvulas, programador). Sin embargo, el aumento relativo de coste con respecto a un sistema convencional no es prohibitivo.
- El alto riesgo de obturación (“clogging” en inglés) de los emisores, y el consiguiente efecto sobre la uniformidad del riego. Esto puede ser considerado como el principal problema en riego por goteo. Por ello en este sistema de riego es muy importante el sistema de filtración implantado, que dependerá de las características del agua utilizada. De hecho hay sistemas que funcionan con aguas residuales y aguas grises.
- La presencia de altas concentraciones de sales alrededor de las zonas regadas, debida a la acumulación preferencial en estas zonas de las sales. Esto puede constituir un inconveniente importante para la plantación siguiente, si las lluvias no son suficientes para lavar el suelo.
- Un inconveniente muy importante de este sistema tan particular, es el tapado de los orificios, por lo tanto no regarán como nosotros esperamos.

## Sistemas mixtos

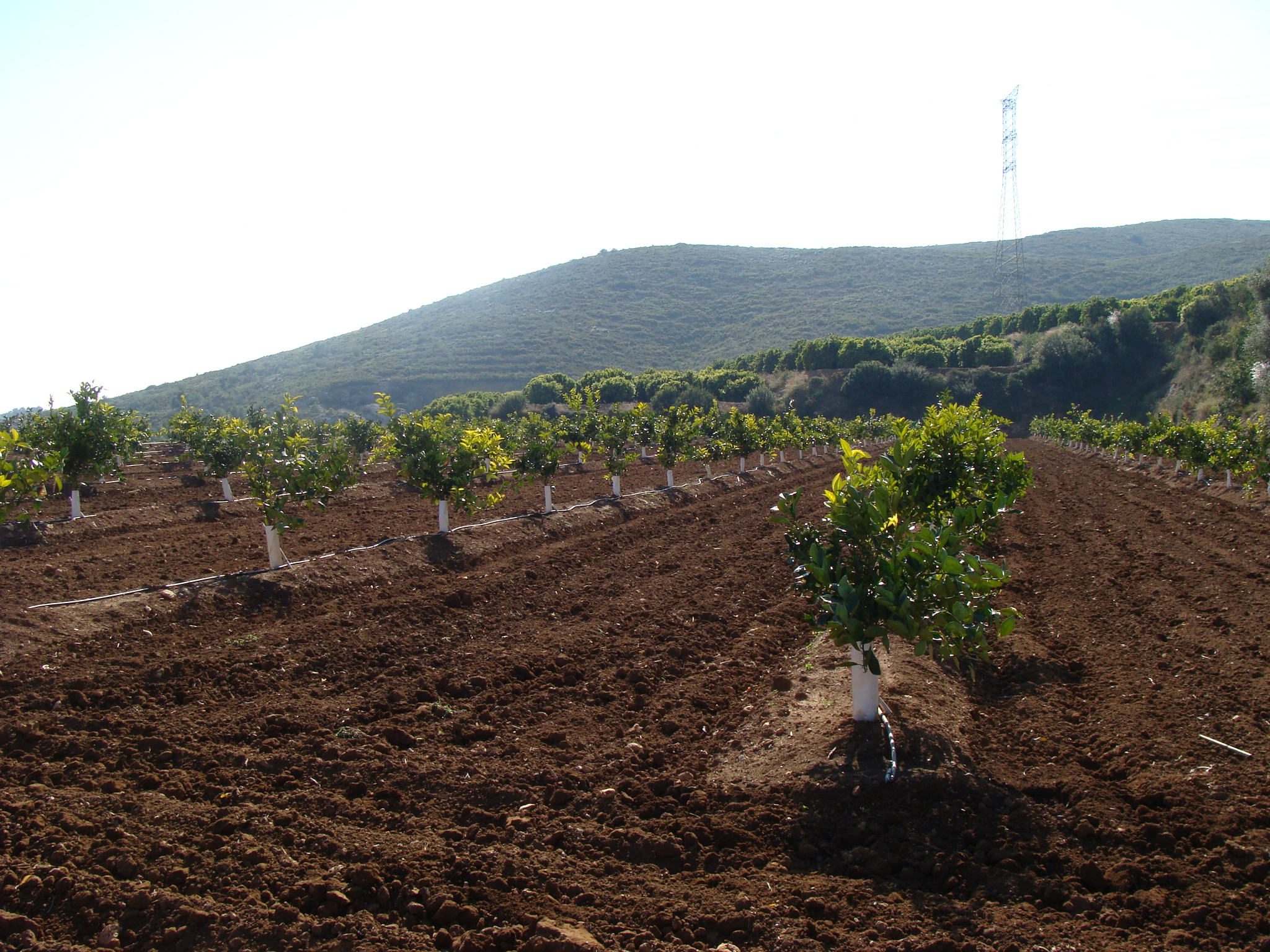
Riego por goteo sobre caballones en una parcela de naranjos jóvenes en la partida de La Heretat, en Catadau, Valencia.

Como puede verse en la imagen de riego por goteo en Catadau (provincia de Valencia), puede resultar muy conveniente emplear un sistema mixto de riego por goteo en las filas de árboles y riego por inundación en los tablones del medio. Como se puede observar en la foto, el riego por goteo le da un color blanquecino al caballón por la acumulación de sales con alto contenido de carbonato cálcico, lo cual se debe a la abundancia de margas y rocas calcáreas en el Levante español. Aunque el carbonato cálcico (CO3Ca) no es soluble en el agua, la cantidad de anhídrido carbónico (CO2) del aire absorbida por el agua atmosférica o fluvial lo convierte fácilmente en bicarbonato cálcico (Ca(HCO3)2), que sí es soluble, pero al evaporarse o aprovecharse el agua por las plantas, parte de este bicarbonato cálcico se convierte de nuevo en carbonato cálcico y se deposita alrededor de los puntos de salida del goteo. Así, con el empleo de tablones de riego y la mayor cantidad de agua (casi siempre procedente de pozos), se lava el exceso de carbonato cálcico y después basta el arado superficial de dichos tablones (como se ve en la imagen) para mejorar sustancialmente la calidad de los suelos.